# Вощакин, Алексей Васильевич
Алексей Васильевич Вощакин (1898, с. Дубовый Умёт, Самарская губерния — 1937) — советский художник, график. Один из первых сибирских импрессионистов.

## Биография
Родился 1898 году в селе Дубовый Умёт Самарской губернии.
В 1912—1916 годах учился в Красноярской рисовальной школе имени Сурикова.
В период Гражданской войны был мобилизован в армию Колчака, где проходил службу в дружине общественной безопасности.
С 1923 по 1924 год обучался в Казанской художественной школе.
В Москве поступил в Высшие художественно-технические мастерские (ВХУТЕМАС) и студию Леблана.
В 1925 году прибывает в Новосибирск, где в 1926 году становится членом-учредителем и председателем общества художников «Новая Сибирь».
В 1920-е годы работал в Новосибирском краеведческом музее.
В 1927 году он становится инициатором и организатором Первого сибирского съезда художников. В этом же году художник сделал доклад в СибкрайОНО и добился решения о создании постоянной Сибирской картинной галереи.
С 1931 года работает председателем кооператива товарищества «Художник»
В 1932 году был арестован органами ОГПУ, в качестве обвинения ему вменялись организация и руководство «краевой повстанческой контрреволюционной организации» (дело «Российского общевойскового союза»). Коллегия ОГПУ ЗСК вынесла приговор о заключении художника в исправительно-трудовой лагерь на 10 лет.
Расстрелян в 1937 году в Ленинграде. Реабилитирован посмертно в 1958 году.

## Творческая деятельность
После приезда в Новосибирск Вощакин сразу становится активным участником культурной жизни города, принимает участие в выставках, выступает с докладами.
В 1929 году совместно с группой художников расписал стены чайной в Вокзальном районе Новосибирска.
Вместе с супругой Натальей Николаевной Нагорской путешествовал на Алтай, в Хакасию и Горную Шорию, в результате поездки появилась станковая работа «Шаман», которая была замечена на Всесибирской выставке Общества художников «Новая Сибирь».
Алексей Вощакин — автор статей «Сибирской советской энциклопедии», посвящённых изобразительному искусству.

## Участие в выставках
- Произведения художников Красноярска (1925, 1928)
- Первая Всесибирская выставка живописи, графики, скульптуры и архитектуры в Новосибирске, Красноярске (1927)
- Выставки работ художников, командированных в районы индустриального и колхозного строительства в Москве (1932)
- Первая западносибирской краевая художественная выставка в Новосибирске (1933)

## Работы
Многие работы художника пропали. Уцелевшие произведения хранятся в Новосибирской картинной галерее, Новосибирском краеведческом музее и Красноярском художественном музее имени В. И. Сурикова.

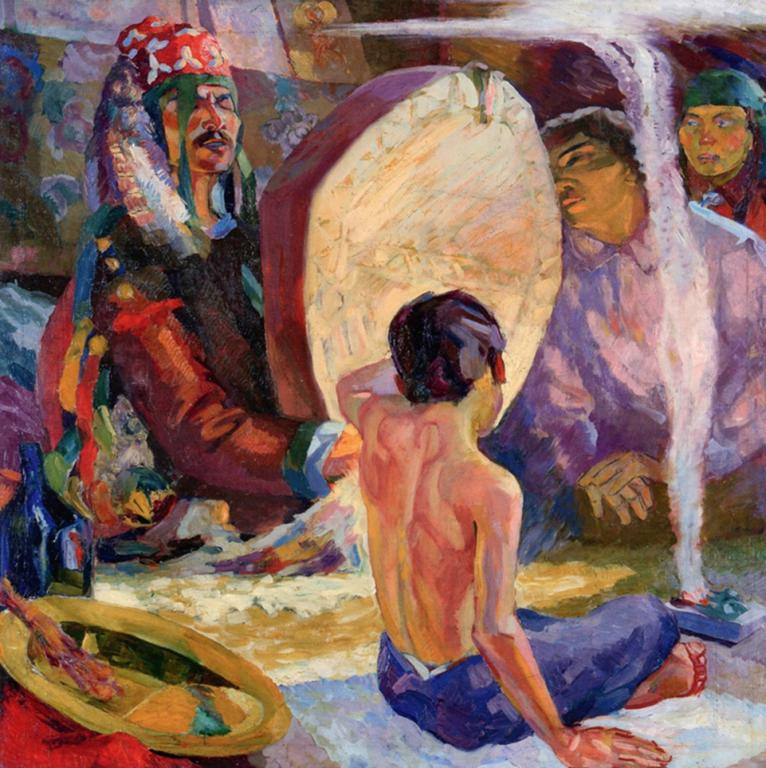
Шаман в юрте, 1927
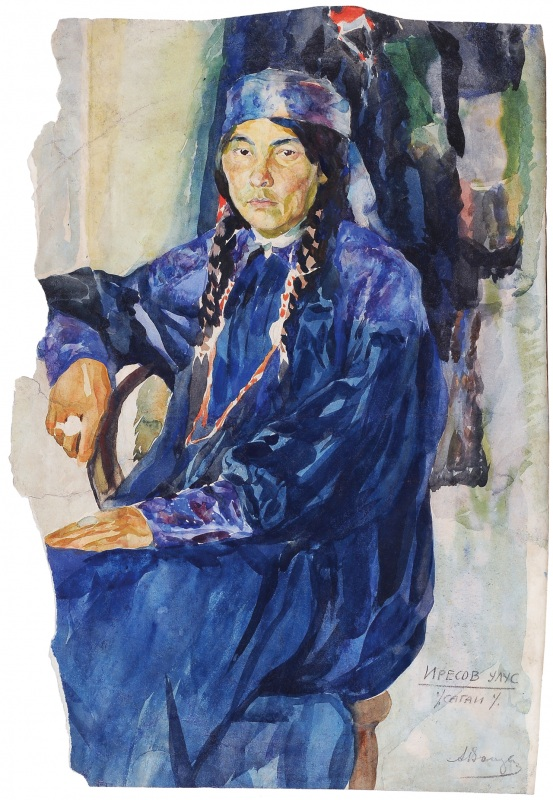
Хакасская женщина из племени сагаев
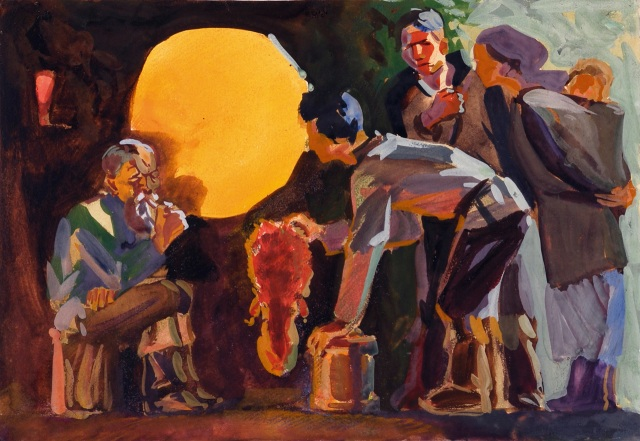
У шамана, 1933